# Abelstraße 17

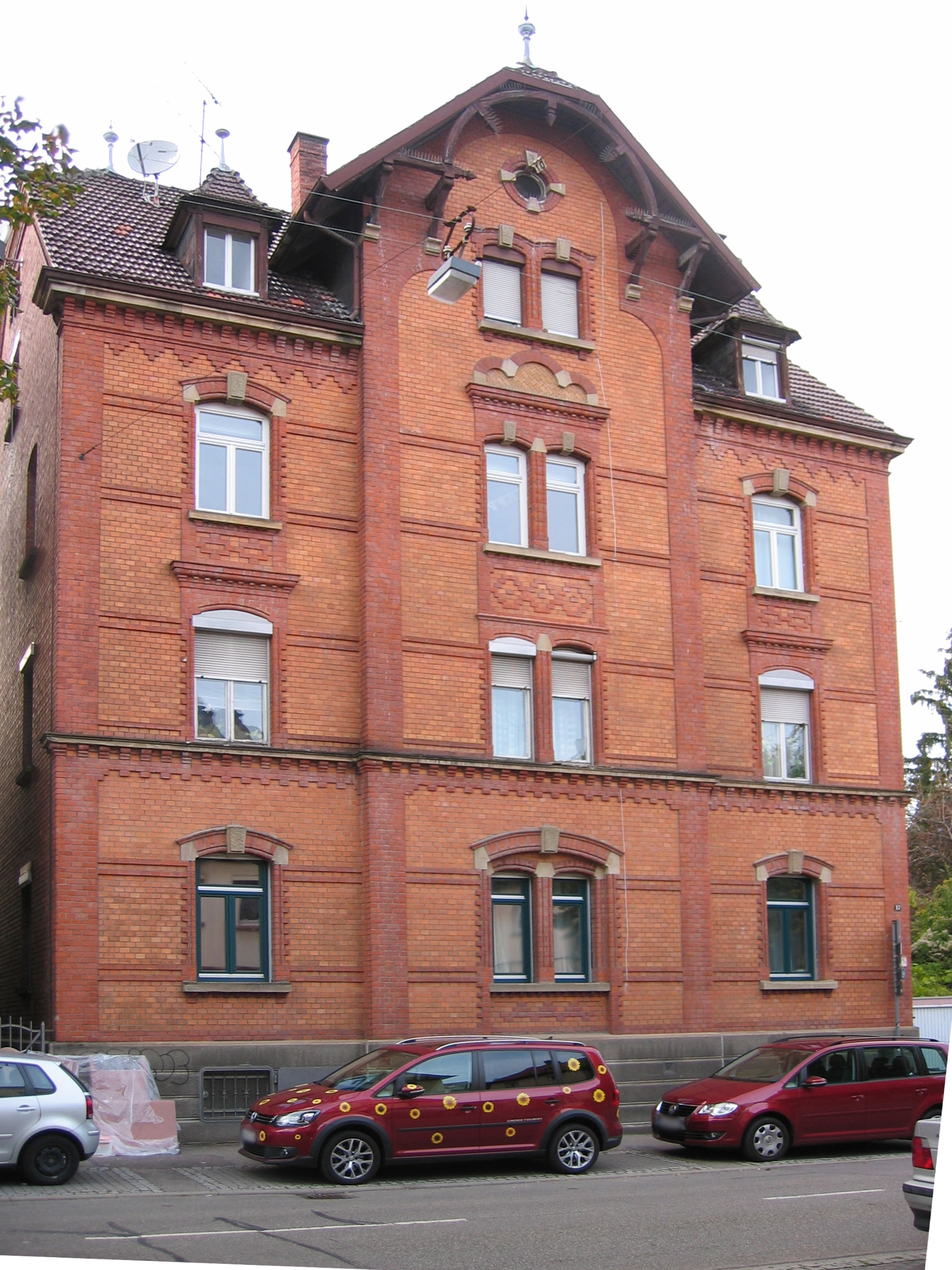
Gebäude Abelstraße 17 in Ludwigsburg

Das Gebäude Abelstraße 17 in Ludwigsburg wurde 1898 errichtet. Das Mietshaus ist ein geschütztes Kulturdenkmal.
Das dreigeschossige Backsteinbau wurde nach Plänen von Fritz Baumgärtner errichtet. Der nur leicht vorstehende Mittelrisalit wird von einem Freigespärre abgeschlossen. Das Haus besitzt Anklänge an den Schweizerstil.